# Stenorhopalus opacus
Stenorhopalus opacus är en skalbaggsart som först beskrevs av Leon Fairmaire och Germain 1859.  Stenorhopalus opacus ingår i släktet Stenorhopalus och familjen långhorningar. Inga underarter finns listade i Catalogue of Life.